# Gina Bernhoft Gørvell
Gina Bernhoft Gørvell (* 1996) ist eine norwegische Schauspielerin.

## Leben und Karriere
Gørvell wurde 1996 als Tochter von Liv Bernhoft Osa geboren. Sie absolvierte ihre Schauspielausbildung an der Kunsthøgskolen in Oslo. Nach ihrem Abschluss debütierte sie am Det Norske Teatret in der Inszenierung Leve hemmeleg.  Anschließend trat sie jeweils in einer Folge in Basic Bitch und in Alt du elsker auf. Außerdem bekam sie 2024 in der Serie Dates in Real Life die Hauptrolle. 2025 wird Gørvell in der Fernsehserie Dronning Sonja zu sehen sein.

## Filmografie
Serien
- 2020: Basic Bitch
- 2022: Alt du elsker
- 2024: Dates in Real Life